# MRC分子生物学研究所
MRC分子生物学研究所（エムアールシーぶんしせいぶつがくけんきゅうじょ、Medical Research Council, Laboratory of Molecular Biology: MRC, LMB）は医学や生物学に関して原子・分子レベル、細胞レベル、組織・器官レベルで基礎研究をおこなっているイギリスの国立研究所である。
1947年にイギリス医学研究局(Medical Research Council: MRC)が創設。タンパク質や核酸の配列決定法を確立したフレデリック・サンガーや、DNAの二重螺旋構造を発見したフランシス・クリックとジェームズ・ワトソンなど、現在までに19名のノーベル賞受賞者を輩出している。2002年にノーベル生理学・医学賞を受賞したシドニー・ブレナーが、線虫C. elegansをモデル生物として用いて研究を始めた場所でもある。2007年現在、64人の研究グループ長、200人の大学院生や博士研究員、132人の事務職員や技術職員が在籍している。2002年から2007年までの5年間で400報以上の論文を発表している。
2009年には、ヴェンカトラマン・ラマクリシュナンがリボソームの構造解析・機能解明の業績により、ノーベル化学賞を受賞した。
2012年にはジョン・ガードンが、京都大学の山中伸弥とともにノーベル生理学・医学賞を受賞した。
2017年にはリチャード・ヘンダーソンが、クライオ電子顕微鏡法による巨大分子の構造解明の業績が評価されノーベル化学賞を受賞した。

## 所在地
- イギリス、ケンブリッジ市

ケンブリッジ大学医学部及びアデンブルック病院(Addenbrooke's hospital)や、MRCタンパク質工学センター(MRC Centre for Protein Engineering)などに隣接している。

## 研究部門
- Structural Studies/構造生物学部門
- Cell Biology/細胞生物学部門
- Neurobiology/神経生物学部門
- Protein & Nucleic Acid Chemistry (PNAC)/タンパク質及び核酸化学部門

## 過去のノーベル賞受賞者
- フレデリック・サンガー
- マックス・ペルーツ
- ジョン・ケンドリュー
- フランシス・クリック
- ジェームズ・ワトソン
- アーロン・クルーグ
- ジョルジュ・J・F・ケーラー
- セーサル・ミルスタイン
- ジョン・E・ウォーカー
- シドニー・ブレナー
- ジョン・サルストン
- ロバート・ホロビッツ
- ヴェンカトラマン・ラマクリシュナン
- ジョン・ガードン
- リチャード・ヘンダーソン
- グレゴリー・ウィンター

### ポスドク経験者等でのノーベル賞受賞者
- ロジャー・コーンバーグ
- アンドリュー・ファイアー
- マーティン・チャルフィー
- シドニー・アルトマン